# Internacionales de Andalucìa Femeninos 2013
L'Internacionales de Andalucìa Femeninos 2013 è stato un torneo di tennis facente parte della categoria ITF Women's Circuit nell'ambito dell'ITF Women's Circuit 2013. Il torneo si è giocato a Siviglia in Spagna dal 23 al 29 settembre 2013 su campi in terra rossa e aveva un montepremi di $25,000.

## Vincitrici

### Singolare
Teliana Pereira ha battuto in finale  Florencia Molinero con il punteggio di 7–6(5), 6–3

### Doppio
Paula Cristina Gonçalves /  Florencia Molinero hanno battuto in finale  Cecilia Costa Melgar /  Gaia Sanesi con il punteggio di 6–3, 7–5